# Plectranthus salubenii
Plectranthus salubenii là một loài thực vật có hoa trong họ Hoa môi. Loài này được Brummitt & Seyani miêu tả khoa học đầu tiên năm 1987.